# Will Pfeifer
Œuvres principales
Catwoman
Amazons Attack!
Red Hood and the Outlaws
William « Will » Pfeifer (né le 28 juillet 1967) est un écrivain de comic book américain qui a écrit pour DC Comics sur Teen Titans et Catwoman.

## Carrière

### Vie personnelle
Will Pfeifer est né en 1967 dans la ville de Niles, Ohio. Il a assisté à l'Université d'État de Kent et a été diplômé en 1989. Il réside à Rockford, dans l'Illinois depuis 1990, avec sa femme, Amy.

### Comics
Will Pfeifer a travaillé sur la mini-série Finals de Vertigo avec l'artiste Jill Thompson.
Il a écrit sur Catwoman pour DC Comics jusqu'à son annulation, et a temporairement remplacé John Rogers sur Blue Beetle. Il a également écrit la mini-série Amazons Attack!, et un numéro de Wonder Woman.
En juillet 2014, les Teen Titans sont relancés avec un nouveau numéro 1 écrit par Will Pfeifer et dessiné par Kenneth Rocafort.

## Publications

### Vertigo Comics
- 1999 : Finals no 1-4
- 2000 : Flinch no 15 (avec Robert Valley)
- 2004 : Swamp Thing vol. 4 no 7-8 (avec Richard Corben)

### DC Comics
- 2001 : Bizarro Comics, « The GL Corps: The Few, the Proud » (anthologie, 224 pages,  (ISBN 1-5638-9779-2))
- 2001 : JSA Secret Files and Origins, « Pulling the Mask from History's Face »
- 2001 : Guide to the DC Universe Secret Files and Origins 2001-2002, « A Year in the Life » (avec Anthony Williams)
- 2002 : Cartoon Cartoons no 13, « Brak Talk » (avec Matt Jenkins)
- 2003-2004 : H.E.R.O.
- 2003 : Batman: Gotham Knights no 46, « Urban Renewal » (avec Brent Anderson)
- 2004 : Aquaman vol. 6 no 15-22
- 2005-2006 : Blood of the Demon no 1-17
- 2005 : Batman Allies Secret Files and Origins 2005, « Street Crime » (avec Ron Randall)
- 2005-2008 : Catwoman vol. 3 no 44-82
- 2005-2006 : Batman: Legends of the Dark Knight no 197-199
- 2006 : Crisis Aftermath: The Spectre
- 2007 : Amazons Attack!
- 2007 : Wonder Woman vol. 3 no 5, « Gimme Shelter » (avec Geraldo Borjes et Jean Diaz)
- 2008 : Blue Beetle vol. 8 no 27-28
- 2011 : Spirit vol. 2 no 17, « Art Walk » (avec P. Craig Russell)
- 2014 : Red Hood and the Outlaws no 29-31
- 2014-2016 : Teen Titans vol. 5 no 1-16
- 2014 : Teen Titans: Future Ends no 1, « Team Effort » (avec Andy Smith)

### Dynamite Comics
- 2017-2018 : The Librarians no 1-4

### Marvel Comics
- 2001 : X-Men Unlimited no 32-33 (avec Jill Thompson, Walter Taborda, Esteban Maroto et Quique Alcatena)
- 2011 : Iron Man 2.0. no 10-12

### WildStorm Productions
- 2005 : Wildstorm Winter Special, anthologie, « Small World, After All » (avec Scott Iwahashi)
- 2005-2006 : Captain Atom: Armageddon no 1-9 (série limitée)
- 2007 : The Texas Chainsaw Massacre: Cut! (avec Stefano Raffaele)

### Tor Books
- 2012 : The Advance Team (roman graphique avec Germán Torres, tpb, 176 pages, Mars 2012,  (ISBN 0-76532-712-0))